# Annenkirche (Akmenė)

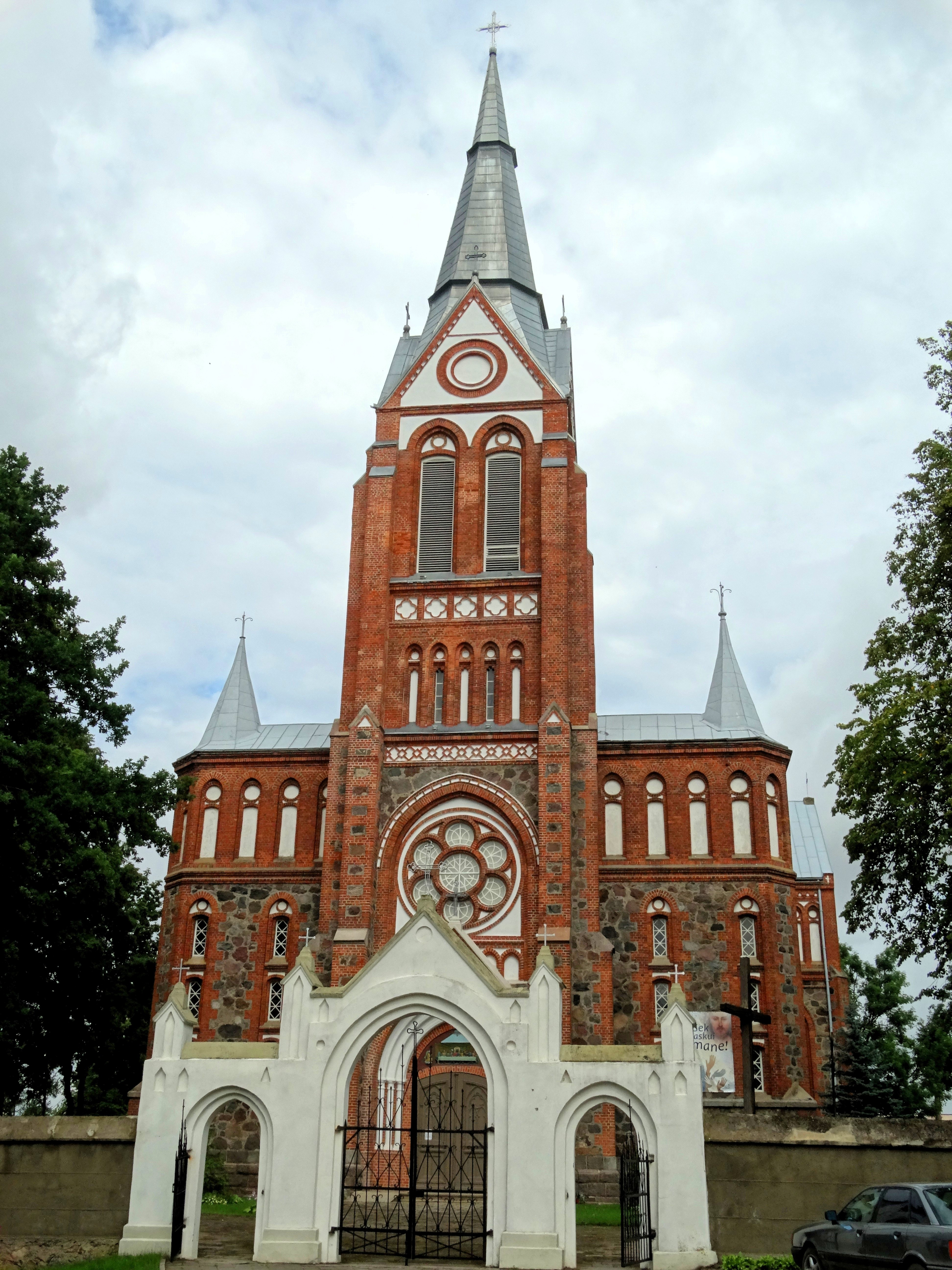
Annenkirche Akmenė

Die Annenkirche Akmenė (lit. Akmenės Šv. Onos bažnyčia) ist die katholische Kirche der Stadt Akmenė am rechten Ufer der Dabikinė (Nebenfluss der Venta) in Litauen.

## Geschichte
Im Wolost Dirvėnai gab es 1561 laut Inventar drei Włóka Priester-Acker in Akmenė (damals Dabikinė). 1596 schenkte man der Kirche 48 Włóka und errichtete eine Gemeindeschule.
1705 brannte die Kirche ab und wurde danach wieder gebaut. 1802 wurde sie zerstört und 1806 neu gebaut. Die heutige Kirche wurde 1907 bis 1912 von Karl Eduard Strandmann errichtet.

## Architektur
Die neugotische Kirche hat Wandflächen aus Feldstein und Gliederungen aus Backstein. Sie hat einen imposanten Westbau, der allerdings geografisch im Südosten liegt. In dessen Mitte erhebt sich ein hoher Turm mit Falt- und Pyramidendach. Der Kirchenraum ist mit Kreuzrippengewölben gedeckt und besteht aus einem pseudobasilikalen Langhaus, einem ausladenden Querhaus und einem einschiffigen Chor.